# Франк, Анна
А́нна Франк (нем. Anne Frank МФА: [ˈʔanə ˈfʁaŋk]о файле, нидерл. Anne Vrank [ˈʔɑnə ˈfrɑŋk]; настоящее имя — Аннели́з Мари́я Франк (нем. Anneliese Marie Frank МФА: [ˈanəˌliːs maˈʁiː ˈʔanə ˈfʁaŋk]о файле, нидерл. Anneleese Marie Vrank [ˈɑnəˌlis maːˈri ˈʔɑnə ˈfrɑŋk]); 12 июня 1929[…], Франкфурт-на-Майне, Франкфурт-на-Майне, Веймарская республика — февраль 1945[…], Берген-Бельзен, Германия) — юная уроженка Германии, в силу еврейского происхождения, после прихода Гитлера к власти, пострадавшая от нацистского террора. Скрываясь с семьёй  в Нидерландах, в итоге была схвачена и отправлена в Освенцим, а оттуда в Берген-Бельзен, где умерла в конце войны от тифа. Автор знаменитого «Дневника Анны Франк» — документа, обличающего нацизм, который переведён на многие языки мира. Эта книга сразу стала мировым бестселлером — не только из-за своей пронзительной интонации, но и главным образом потому, что сумела объединить в судьбе одной девочки миллионы человеческих трагедий, связанных с Холокостом. Анна Франк и её семья считаются одними из самых известных жертв нацизма.
В литературной обработке своего дневника Анна изначально хотела вывести себя под псевдонимом Анна Робин (нидерл. Anne Robin), но позже назвала себя Анна Аулис (нидерл. Anne Aulis).

## Биография

### Детство

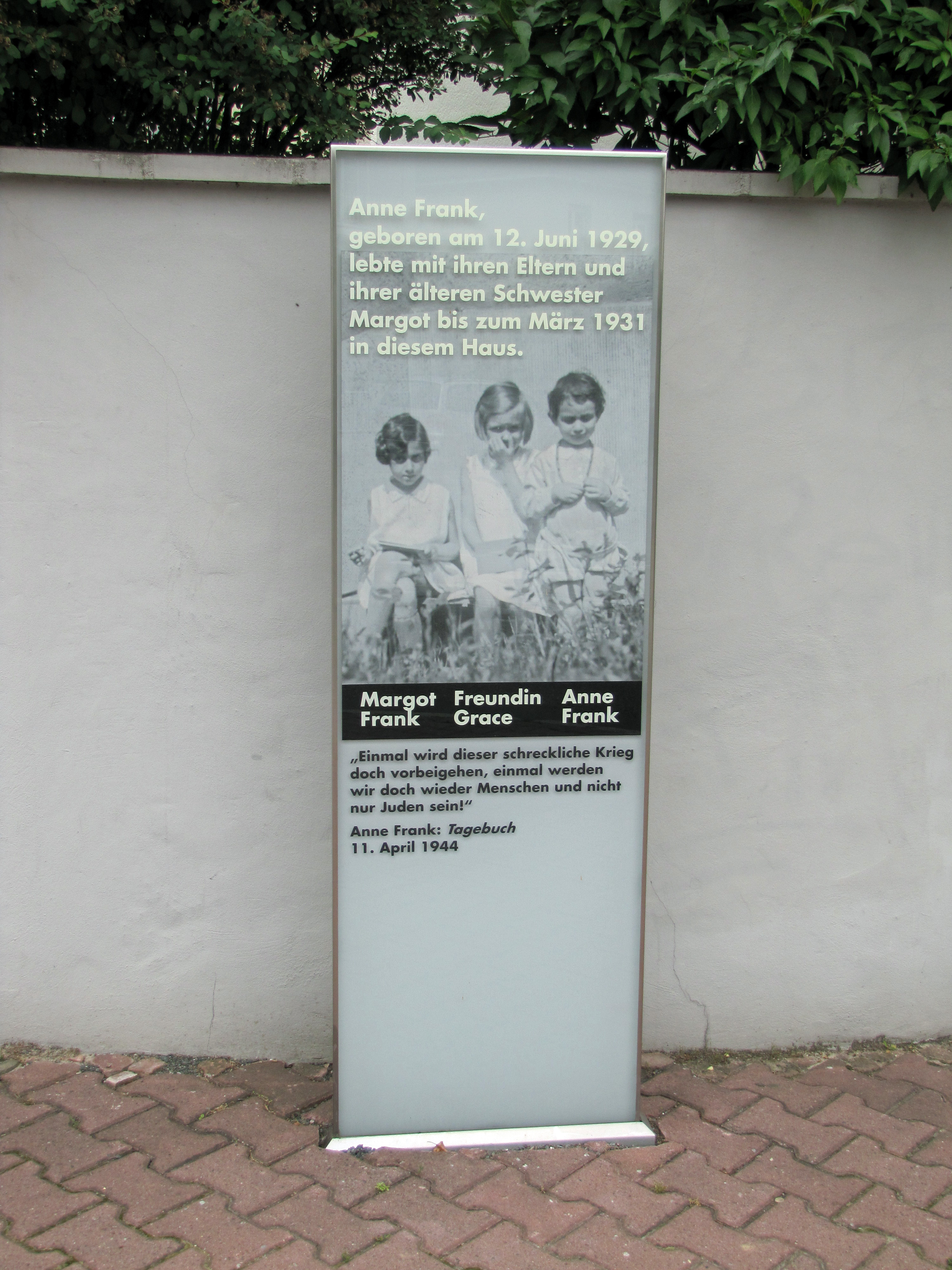
Памятная стела в честь сестёр Франк во Франкфурте-на-Майне

Анна Франк родилась 12 июня 1929 года во Франкфурте-на-Майне в больнице Отечественного Женского Союза при заводе «Эшенхеймер» в ассимилировавшейся еврейской семье. Отец Анны Отто Франк был офицером в отставке и в тот период работал предпринимателем, мать Эдит Франк-Голлендер — домохозяйкой. У Анны была старшая сестра Марго Франк, которая родилась 16 февраля 1926 года.

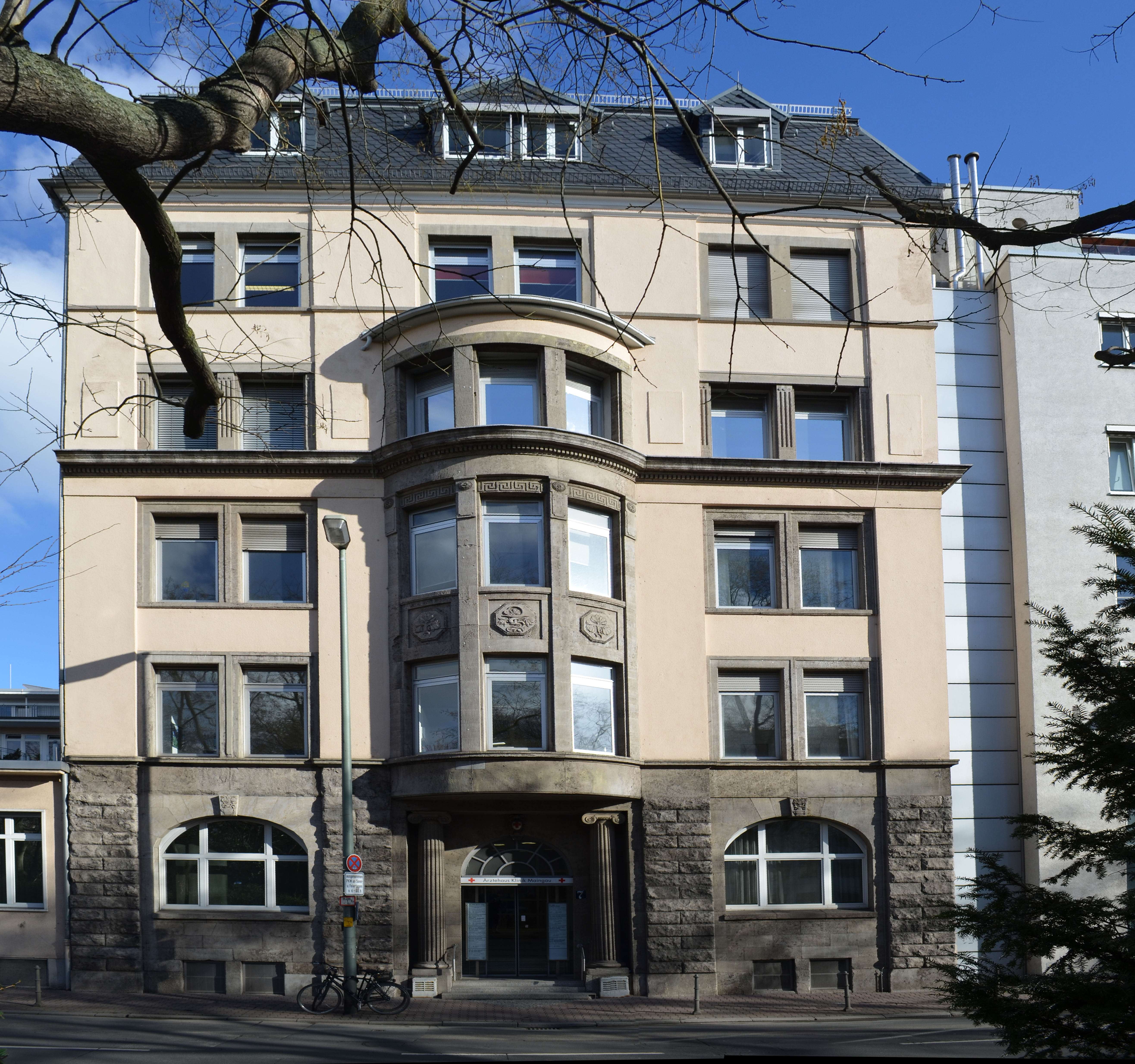
Клиника, в которой родилась Анна Франк

Франки принадлежали к евреям-либералам и не строго соблюдали традиции и обычаи иудаизма. Семья жила в ассимилированной общине еврейских и нееврейских граждан, где их дети жили рядом с католиками и протестантами. До двух лет Анна жила в доме 307 на Марбахвег в районе Дорнбуш, но затем семья Франк переехала в дом 24 на Гангхоферштрассе в том же районе.
После прихода Гитлера к власти в стране и победы НСДАП на муниципальных выборах во Франкфурте в 1933 году Анна вместе с матерью и сестрой переехала в Ахен к бабушке Розе (матери Эдит), а Отто эмигрировал в Амстердам, где получил должность управляющего акционерного общества «Опекта» (фирмы, которая производила джемовые примеси) и поселился в доме 37/2 на площади Мерведеплейн в районе Риверенбуурт. В сентябре того же года в Амстердам переехала Эдит, в декабре к ним присоединяется Марго, а в феврале 1934 года — и сама Анна.
До шести лет Анна Франк посещала детский сад при 6-й школе Монтессори, потом пошла в первый класс этой школы. После того, как в мае 1940 года Германия оккупировала Нидерланды, Анна, отучившись в Монтессори шесть классов, была вынуждена перейти в Еврейский лицей.
В 1938 и 1941 годах отец Анны пытался получить визы для своей семьи, чтобы эмигрировать в Соединённые Штаты Америки или на Кубу. 1 декабря 1941 года ему предоставили единственную визу для себя на Кубу, но спустя десять дней Германия и Италия объявили войну США, и виза была отменена Гаваной.

### Жизнь в убежище
Тогда Отто, при содействии своих коллег (Виктора Кюглера, Йоханнеса Клеймана, Мип Гиз, её мужа Яна Гиза и Элизабет (Беп) Фоскёйл) устроил в задней части дома на набережной Принсенграхт-263 (которое занимала «Опекта») тайное убежище — подобно другим общественным домам на Принсенграхт дом 263 имел один общий первый этаж (его занимал производственный склад «Опекты»), в то время как начиная со второго этажа здание делилось на две части: одну часть, которая выходила на саму набережную, занимали офисы «Опекты», во второй же помещения нередко пустовали. Убежище занимало 3-й, 4-й и 5-й этажи во второй части здания и единственный проход туда располагался в связующем проходе на третьем этаже, который замаскировали под шкаф с документами (2-й этаж во второй части здания тоже имел проход в первую, но не имел никаких проходов на верхние этажи).
12 июня 1942 года Анне исполнилось 13 лет. Незадолго до дня рождения она показала Отто в витрине магазина маленький альбом для автографов в тканевой обложке, который ей так понравился, что она решила использовать его в качестве дневника. Первую запись в нём Анна сделала в тот же самый день.
Изначально Отто и Эдит наметили дату переезда в убежище на 16 июля 1942 года, но уже 5 июля их дочь Марго получила от Центрального Бюро Еврейской эмиграции повестку в гестапо, которая предписывала ей явиться для отправки в транзитный концентрационный лагерь Вестерборк. На следующий день, 6 июля, на рассвете (тогда шёл сильный дождь и Франки рассчитывали, что при такой погоде на улице будет мало гестаповцев) Анна с родителями (Марго перебралась в убежище раньше) пешком (евреям в то время уже запрещалось пользоваться общественным транспортом) пришла на Принсенграхт. Чтобы создать иллюзию того, что они без багажа, на всех троих надето было по несколько комплектов одежды.
13 июля к ним присоединилась семья ван Пельс из Оснабрюка в составе Германа ван Пельса, его жены Августы и сына Петера. Незадолго до этого ван Пельс, который был в курсе, что Франки ушли в убежище, распустил среди всех знакомых слух, что семья уехала в Швейцарию.
16 ноября 1942 года в убежище принимается восьмой житель — дантист Фриц Пфеффер.
В убежище Анна вела дневник в письмах на нидерландском языке (первым её языком был немецкий, но нидерландский она начала учить с раннего детства и поэтому говорила на нём лучше, чем её родители). Эти письма она писала своей вымышленной подруге Китти. В них она рассказывала Китти всё, что происходило с ней и с другими жителями убежища каждый день. Свой дневник Анна назвала «Het Achterhuis» («В заднем доме»). В русской версии — «Убежище».
Запись 19 ноября 1942:
Немцы звонят в каждую дверь и спрашивают, не живут ли в доме евреи... Вечером, когда темно, я вижу колонны людей с плачущими детьми. Они идут и идут, осыпаемые ударами и пинками, которые почти сбивают их с ног. Никого не осталось — старики, младенцы, беременные женщины, больные — все тронулись в этот смертельный поход.

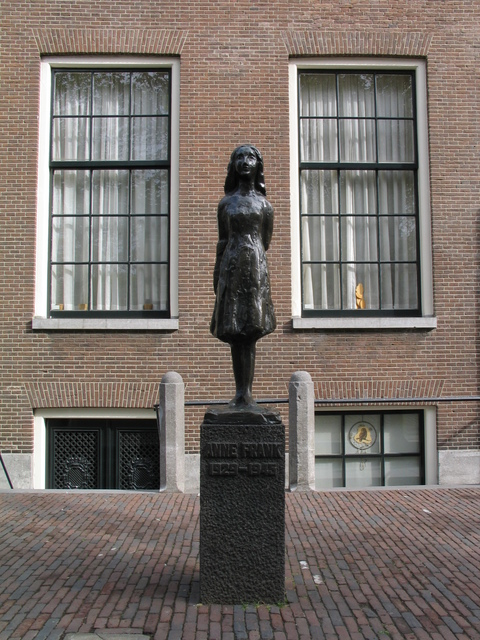
Памятник Анне Франк в Амстердаме

Сначала Анна вела дневник только для себя. Весной 1944 года она услышала по нидерландскому радио «Оранье» (редакция этого радио эвакуировалась в Англию, откуда вещала вплоть до конца войны) выступление министра образования Нидерландов Херрита Болкештейна. В своей речи он призывал граждан сохранять любые документы, которые станут доказательством страданий народа в годы немецкой оккупации. Одним из важных документов были названы дневники.
Под впечатлением от выступления Анна решила на основе дневника написать роман. Она тут же начала переписывать и редактировать свой дневник, параллельно продолжая пополнять первый дневник новыми записями. Последнюю запись Анна сделала 1 августа 1944 года.

### Арест и депортация
В убежище они прятались 25 месяцев. В 1944 году власти получили от оставшегося неизвестным человека донос на группу укрывающихся евреев, и 4 августа в дом на Принсенграхт-263 нагрянула голландская полиция и гестаповцы во главе с Карлом Зильбербауэром. Все восемь человек были арестованы и четыре дня содержались в тюрьме на улице Ветерингсханс, а затем были помещены в лагерь Вестерборк, где, как уклонившиеся от повесток, они были помещены в «штрафное отделение» и направлены на самые тяжёлые работы. Они имели самый скудный паёк, и их старались почаще изолировать от других заключённых. В основном они работали над разборкой разбитых аккумуляторов самолётов. Работа была очень грязной и Отто попытался пристроить Анну в помощницы к Рашель ван Амеронген-Франкфордер, которая выполняла по меркам заключённых Вестерборка наименее грязную работу (она мыла туалеты и отвечала за выдачу узникам формы), но руководство лагеря не разрешило. 3 сентября все восемь нелегалов были депортированы в Освенцим. Этот 93-й состав, в котором было 1019 человек, стал последним эшелоном, увозившим голландских евреев в лагерь смерти, — после него депортация евреев из Вестерборка в Освенцим прекратилась. К тому же жители убежища имели несчастье попасть в Освенцим во второй половине 1944 года, когда уничтожение евреев в немецких концлагерях было особенно интенсивным.
По прибытии Анна вместе с матерью и сестрой была насильственно отделена от отца, как и Августа ван Пельс была отделена от мужа и сына. Все были отправлены на отбор к доктору Йозефу Менгеле, который решал, кто будет допущен в лагерь. Из 1019 человек 549, включая всех детей, которые были младше 15-ти лет, были отправлены в газовые камеры. Анна, которой исполнилось 15 несколько месяцев назад, оказалась самой юной заключённой в этом составе, которая не подверглась этому отбору из-за своего возраста. Августа, Эдит, Марго и Анна были направлены в 20-й барак, где три недели провели на карантине. 7 октября в блоке, где содержались Франки, прошёл отбор женщин для работы на оружейной фабрике. В числе отобранных были Эдит и Марго, Анна же в отбор не попала, потому что у неё к тому моменту началась чесотка, из-за чего Эдит и Марго отказались от этого предложения, потому что не хотели бросать Анну.
30 октября, когда советские войска были приблизительно в ста километрах от лагеря, в женском отделении Освенцима-Биркенау Менгеле провёл очередной отбор. Анна и Марго были отделены от Эдит и в составе 634 женщин были перевезены в Берген-Бельзен. Из-за наступления Восточных и Западных фронтов в Берген-Бельзен тогда начали сгонять узников из других лагерей, хотя он не был рассчитан на большое число заключённых, из-за чего партия прибывших, в числе которых были сёстры Франк, первое время жила в импровизированной большой палатке, но в конечном итоге их переселили в недостроенный барак. Первое время сёстры Франк работали в «обувном» бараке, но через какое-то время Анна отказалась от этой работы, потому что многие заключённые подхватили на этой работе заражение крови. Поскольку отсутствие работы лишило её дополнительного пайка, то Анна, по возможности, выпрашивала или воровала еду на лагерной кухне. Несмотря на тяжёлое положение, она и Марго вместе с их новыми друзьями строили планы относительно того, что они будут делать после освобождения. В ноябре к ним присоединилась ненадолго Августа ван Пельс, но где-то в начале 1945 года её снова депортировали.
Отсутствие какой-либо организованности и постоянно прибывающие заключённые, многие из которых уже были смертельно больны, привело к тому, что в феврале 1945 года в Берген-Бельзене вспыхнула эпидемия сыпного тифа и сёстры Франк в конечном итоге оказались в санитарном блоке. Там им достались самые неудачные места в бараке: нижняя полка сразу перед входной дверью. В этот же период Анна на какое-то время встретила трёх своих друзей — Ханнели Гослар (содержалась в привилегированной части лагеря с лучшими условиями, потому что её семья имела палестинские паспорта, поэтому Анна общалась с ней через забор), Наннетт Блитц (находилась в той же части лагеря, что и Анна) и Кристину Неетер. Позже Блитц описала Анну как облысевшую, изнурённую и дрожащую, а Гослар вспоминала, что их встречи приходились либо на конец января, либо на начало февраля 1945 года. Анна сказала своим друзьям, что полагает, что её родители мертвы, и поэтому она не чувствует в себе желания жить. Позже Ханнели Гослар пришла к выводу, что если бы Анна знала о том, что Отто жив, она бы сумела продержаться до освобождения. Кристина Неетер в свою очередь рассказывала, что уже в январе 1945 года Анна была в очень плохом состоянии. Из-за постоянного прибытия новых узников Анну и Марго вскоре переселили в другую секцию лагеря, поэтому Гослар, Билтц и Неетер потеряли контакт с Анной.

## Смерть

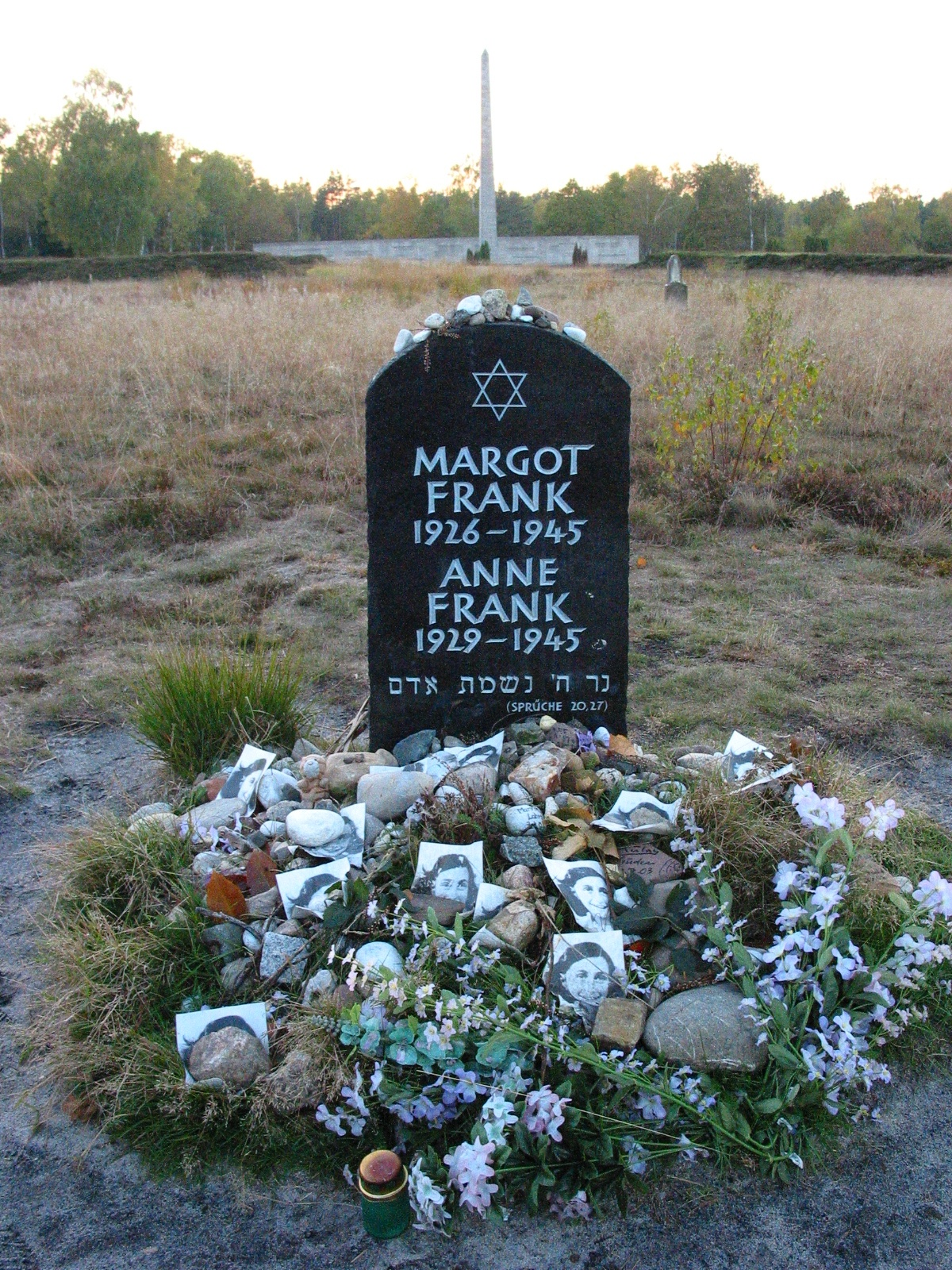
Мемориал сестёр Анны и Марго Франк на территории бывшего концлагеря Берген-Бельзен

Сёстры Янни и Лин Бриллеслейпер, которые подружились с сёстрами Франк ещё в Вестерборке, вспоминали, что в последние дни жизни Марго упала с нар на цементный пол и лежала там в забытьи, однако ни у кого не было сил её поднять. У Анны же была высокая температура, и она часто улыбалась в бреду. В начале февраля 1945 года умерла Марго, после чего у Анны окончательно пропало желание сопротивляться, и спустя несколько дней Лин и Янни обнаружили, что место Анны на нарах пустует, а саму Анну они нашли снаружи и с трудом оттащили к братской могиле, куда раньше отнесли Марго. Точные даты их смерти неизвестны. Длительное время считалось, что сёстры умерли в марте, однако в 2015 году сотрудники музея Анны Франк пришли к выводу, что это было на месяц раньше, в феврале. Сохранились свидетельства, согласно которым первые признаки тифа у сестёр Франк были заметны уже к 7 февраля — согласно голландским органам здравоохранения, которые изучали этот вопрос, большинство заключённых Берген-Бельзена умирали от тифа спустя 12 дней после проявления первых его признаков. Поскольку дата смерти Анны так или иначе приходилась на февраль или март, то в официальных документах, составленных властями Нидерландов сразу после войны, её дата смерти значится как 31 марта.
15 апреля 1945 года англичане освободили Берген-Бельзен.
Единственным членом семьи, выжившим в нацистских лагерях, был отец Анны Отто Франк. После войны он вернулся в Амстердам, а в 1953 году переехал в Базель (Швейцария). Умер в 1980 году.
Карл Йозеф Зильбербауэр — офицер гестапо, который в 1944 году руководил арестом Анны Франк, её семьи и других укрывавшихся евреев в Амстердаме. Позже он признал свою причастность к этому задержанию. После войны он не был осуждён, так как суд не нашёл доказательств его преступных действий за пределами исполнения приказов. Отец Анны, Отто Франк, также не считал его виновным в смерти дочери, о чем заявлял на специальном слушании, утверждая, что главная вина в первую очередь лежит на том, кто сделал донос.

## Доносчик
Никаких документов о проведении ареста в тот день не сохранилось. Вопрос о том, были ли нелегалы раскрыты из-за доноса одного или нескольких людей, на сегодняшний день официально не решён, как и не решено, действительно ли гестапо вышло на нелегалов конкретно из-за доноса. Тем не менее, Отто Франк и его коллеги долгое время считали, что проверка гестапо в тот день была вызвана именно доносом, так как в период немецкой оккупации это было самое распространённое явление.
Самая распространённая версия гласила, что в тот день, 4 августа, в гестапо поступил анонимный телефонный звонок. Руководивший арестом Карл Зильбербауэр, когда Симон Визенталь в 1963 году обнародовал его личность, в своём письменном заявлении поначалу подтвердил, что источником доноса послужил телефонный звонок, сделанный кем-то из местных жителей. Позднее Зильбербауэр опроверг всё это, заявив, что он на самом деле не знает источник доноса — приказ об аресте он получил от своего начальника лейтенанта СС Юлиуса Деттмана, который только сообщил ему кратко, что информация прибыла из «надёжного источника» (после войны Деттман покончил с собой в лагере для военнопленных). Летом 1944 года телефонная связь в Амстердаме практически не работала из-за постоянных отключений.
В 1948 году амстердамская полиция начала процедуру розыска предателя. Согласно полицейским отчётам такой человек существовал, но его имени не знал никто. Было известно лишь, что за каждого еврея он получил награду в семь с половиной гульденов. Поскольку Отто Франк отказался участвовать в расследовании (хотя и бесспорно считал этого человека виновным в смерти его семьи), оно было прекращено, но в 1963 году начато снова. Дневник к тому времени приобрёл мировую известность, и со всех сторон поступали требования о том, что предатель, по вине которого погибли невинные люди, должен быть найден и наказан.
Доносчик так и не был найден и, скорее всего, никогда уже не будет найден, потому что на данный момент все свидетели и очевидцы тех событий мертвы. Последней в 2010 году, чуть-чуть не дожив до 101 года, скончалась Мип Гиз.
В 2016 году Дом Анны Франк опубликовал новое расследование, в котором была выдвинута версия, что полицию в дом 263 мог привести вовсе не донос, а мошенничество с продовольственными карточками и то, что «Опекта» в годы оккупации вынуждена была сотрудничать с чёрным рынком, хотя и версию доноса он также не исключал.

### Виллем ван Маарен
Виллем ван Маарен (нидерл. Willem van Maaren, 10 августа 1895 — 28 ноября 1971) был заведующим склада «Опекты», который заменил на своём посту Йоханнса Хендрика Фоскёйла, отца Элизабет Фоскёйл, отошедшего от работы из-за плохого здоровья в 1943 году. С самого начала он стал проявлять нездоровую любознательность насчёт того, что находится в глубине складов «Опекты» и несколько раз его ловили за кражей канцелярских принадлежностей, однако самый поразительный случай произошёл, когда Ван Маарен внезапно начал интересоваться у других работников, заходит ли Отто Франк в фирму, хотя он никак не мог знать этого имени, поскольку пришёл в «Опекту» уже после того, как Франки там спрятались. Особого внимания заслуживает факт, что в тот памятный день 4 августа 1944 года налёт Зелёной Полиции на «Опекту» начался с того, что, когда полицейские вошли внутрь, Ван Маарен столкнулся с возглавляющим их Карлом Зильбербауэром, после чего последний остался внизу с Ван Маареном, а остальные пошли наверх. Сам ван Маарен своё общение с Зильбербауэром позже объяснил тем, что у него были небольшие связи в гестапо. Так это или нет, но все послевоенные расследования по розыску предателя оправдали его. Сам Ван Маарен позже признал, что он догадывался о наличии тайных помещений в здании. Организация PRA (Политическая Ветвь Расследований) не смогла выдвинуть против него полное обвинение из-за нехватки доказательств. Слушание дела 1949 года полностью оправдало Ван Маарена. Подозрение вновь пало на него, когда в начале 1960-х был найден Зильбербауэр, но это не добавило ясности, потому что по прошествии двадцати лет последний не смог опознать Ван Маарена или вообще предоставить какую-либо новую информацию.
4 ноября 1964 года Государственная прокуратура окончательно сняла с Ван Маарена все обвинения из-за нехватки и доказательств и наличия смягчающих факторов: было установлено, что во время оккупации Ван Маарен никогда открыто не выражал ни симпатий нацистам, ни каких-либо антисемитских выпадов против евреев. Не было также найдено никаких свидетельств или документов, подтверждающих, что Ван Маарен как-либо сотрудничал с гестапо.
Мнения людей из окружения Франков были сильно разделены относительно причастности Ван Маарена: Виктор Кюглер, Элизабет Фоскёйл и Йоханнес Клейман считали, что он виновен; Мип и Ян Гизы и сам Отто Франк, наоборот, оправдывали его, потому что Ван Маарен точно так же скрывал в тайном месте своего сына, и у него, по их версии, ни за что бы не хватило духу выдать каких-нибудь нелегалов. Тем не менее, в списке кандидатов на роль предателя Ван Маарен проверялся дольше других, и ему пришлось отстаивать свою невиновность вплоть до своей смерти в 1971 году.
Анна кратко упоминает Ван Маарена в своём дневнике в записи от 5 августа 1943 года, описывая его как «человек с тёмным прошлым».

### Тонни Алерс
Тонни Алерс (нидерл. Tonny Ahlers), Антон Кристиаан Алерс (нидерл. Anton Christiaan (Tonny) Ahlers, 29 декабря 1917 — 4 августа 2000) был членом НСБ. Согласно исследованиям английской писательницы Кэрол Энн Ли, которая долгое время изучала семью Франк, он пришёл к Отто Франку в 1941 году и шантажом заставил того заплатить ему крупную сумму денег — при себе у него было перехваченное в СД, где он работал курьером, письмо-донос на имя Франка от бывшей сотрудницы «Опекты» Йоб Йянсен, в котором та описала их беседу, в которой Отто негативно высказался в отношении немецкого вторжения в Нидерланды. Послевоенное расследование показало, что никаким курьером в СД Алерс не работал, но был частым гостем там. Есть мнение, что у него мог быть контакт с Виллемом ван Маареном, с которым он был знаком. Отдельного внимания так же заслуживает тот факт, что другие члены НСБ Хёзинас Хрингхас, Виллем Хроотендорст и Маартин Койпер, которые присутствовали при аресте, тоже были знакомы с Алерсом. В 1946 году Алерс был арестован за коллаборационизм, но спустя два года выпущен, и единственное наказание, которое он понёс, было его ограничение в пассивном и активном избирательных правах. Хотя это точно не установлено, но есть вероятность, что выпустили его по смягчающим обстоятельствам: Отто Франк, узнав, что Алерс под стражей, написал властям письмо, в котором рассказал про тот инцидент 1941 года.
Как это ни странно, но Алерс лично первым объявил себя предателем, заявив, что это он рассказал Маартину Койперу про нелегалов (в бумагах Койпера сохранились записи случаев, когда Алерс давал ему наводки на скрывающихся евреев, но ни одна из них не относилась к убежищу на Принсенграхт-263). По мере того, как росла популярность дневника Анны, Алерс всё также претендовал на роль предателя вплоть до того, что ему удалось убедить в этом своего брата Каса и сына Антона, а в 2002 году Кэрол Энн Ли объявила Алерса тем самым предателем-доносчиком (это было первое заявление на эту тему после 1964 года), но её обвинение так и не вступило в силу из-за недостатка весомых улик и доказательств, а также смерти самого подозреваемого. После войны Алерс вёл довольно замкнутый образ жизни, часто бывал в барах, и поэтому его заявления о предательстве воспринимались весьма скептически.

### Лена ван Бладерен-Хартох
Лена ван Бладерен-Хартох (нидерл. Lena van Bladeren-Hartog, 24 декабря 1897 — 10 июня 1963) — жена помощника Ламмерта Хартоха, которая проработала уборщицей в «Опекте» с весны по август 1944 года — оба уволились в тот же день, когда были арестованы нелегалы. Мелисса Мюллер, выпустившая в 1998 году биографию Анны, считает, что Виллем ван Маарен, узнав о наличии нелегалов, рассказал обо всём Ламмерту Хартоху, который в свою очередь сообщил об этом Лене. В официальном расследовании Йоханнес Клейман сообщил, что в июне 1944 году он разговаривал со своим другом Анной Генот (она и её муж Петрус тоже работали в «Опекте»), которая рассказала ему, что Лена говорила ей о том, что в «Опекте» прячутся люди. Сами Геноты во время расследования признались, что догадалась о наличии Убежища ещё в 1942 году, когда обратили внимание на то, что в фирму вдруг стало поставляться большое количество молока и хлеба. Лена на послевоенных допросах заявляла, что после ареста ещё три-четыре дня проработала в фирме, однако Клейман утверждал, что чета Хартох уволилась буквально в тот же день. Ламмерт во время расследования подтвердил тот факт, что ван Маарен рассказал ему о своих подозрениях о наличии в здании евреев, но не утверждал, что рассказал об этом жене, хотя, скорее всего, так оно и было. Мотивацию Лены Мелисса Мюллер связала с тем, что её сын Клаас находился на принудительных работах под Берлином (он не пережил войну, о его смерти стало известно лишь спустя семь лет после окончания войны, но дата смерти осталась неизвестной) и она, возможно, рассчитывала таким образом выслужиться перед оккупационными властями, чтобы освободить его.
В теории о том, что гестапо получило наводку по телефону, очень часто упоминалось, что звонившей была женщина, однако откуда именно пошла эта теория, так и не было установлено.
В 2003 году Виллем Ван Маарен, Тони Алерс и Лена ван Бладерен-Хартох были проверены Нидерландским институтом военной документации, где пришли к выводу, что донос сделали не они.

### Мартин Слеехерс
Мартин Слеехерс (нидерл. Martin Sleegers) — ночной патрульный, который объезжал каждый вечер на велосипеде улицы вдоль канала Принсенграхт в сопровождении двух собак. В своём дневнике в записи от вторника 11 апреля 1944 года Анна рассказывает о том, как в ночь с воскресенья на понедельник на «Опекту» напали грабители, но её отец с Ван Пельсом спугнули их. Однако так вышло, что в тот момент мимо проезжал Слеехерс. Увидев взломанную дверь, он позвал полицейского и они вдвоём обыскали помещение, в том числе, как Анна упоминает в записях, они возились и у маскировочного шкафа. В официальном расследовании по поиску предателя имя Слеехерса не всплывало и сегодня оно упоминается лишь по причине того, что он был знаком с членом НСБ Хёзинасом Хрингхасом, который 4 августа присутствовал при аресте нелегалов.

### Анс ван Дейк
Анна ван Дейк была еврейской коллаборационистской, сотрудничавшей с оккупационными властями Нидерландов в годы войны. Прикидываясь членом движения Сопротивления, она в итоге сдала нацистам около 700 человек.
В 2018 году Герард Кремер выпустил книгу, в которой заявил, что доносчиком могла быть Ван Дейк. Свои выводы он сделал, основываясь на воспоминаниях своего отца, который в годы оккупации был членом Сопротивления и одновременно работал сторожем в одном из зданий на Принсенграхт, два этажа которого занимали немецкие оккупационные власти и голландская нацистская организация, куда часто наведывалась Ван Дейк. В самом начале августа 1944 года он якобы подслушал разговоры с её участием в нацистской администрации относительно дома на Принсенграхт, где скрывались Франки.
После войны Ван Дейк бежала в Гаагу, но спустя месяц была арестована и в январе 1948 года была расстреляна. Хотя музей «Дом Анны Франк» не исключал возможность того, что Ван Дейк могла быть причастна к этому делу, он так и не пришёл ни к какому заключению в отношении неё.

### Нелли Фоскёйл
Нелли Фоскёйл (нидерл. Nelly Voskuijl, 1923—2001) — младшая сестра Элизабет Фоскёйл, которая какое-то время работала в «Опекте» машинисткой. В 2015 году сын Элизабет Йуп ван Вейк, при содействии фламандского журналиста Йеруна де Брюна, выпустил биографическую книгу о своей матери, в которой рассказал, как бывший жених его матери Бертус Хульсман в своё время поведал ему о своих подозрениях, что именно Нелли могла быть доносчиком — с его слов, та знала, что Элизабет помогает укрывать евреев, а в тот памятный день 4 августа она звонила в гестапо. Во время войны Нелли поддерживала отношения с австрийским унтер-офицером и какое-то время работала на немцев на военной базе на севере Франции. Она вернулась в Нидерланды в мае 1944 года.

### Арнольд ван ден Берг
Арнольд ван ден Берг (нидерл. Arnold van den Bergh, 20 января 1896 — 28 октября 1950) — еврейский нотариус из Амстердама. В период оккупации он стал одним из основателей Еврейского Совета, который помогал оформлять сделки продажи произведений искусства видным нацистам.
В январе 2022 года канадская писательница Розмари Салливан выпустила книгу «The Betrayal of Anne Frank: A Cold Case Investigation», в которой заявила, что команда специалистов из Нидерландов во главе с экс-сотрудником ФБР Винсом Пэнкоуком пришла к выводу, что именно Ван дер Берг мог выдать нелегалов в обмен на гарантии сохранения его собственной жизни. Обвинение против Ван ден Берга, согласно книге, было построено на том, что среди документов детектива Аренда Ван Хелдена, который занимался поиском предателя в 1963—1964 годы, была обнаружена копия анонимной записки, которую Отто Франк получил сразу после войны: в ней прямо было сказано, что нелегалов сдал Ван ден Берг. Отто и его друзья никогда публично не упоминали имя Ван ден Берга (якобы из-за опасений, что этот факт сыграет на руку антисемитам).
Сразу после оригинальной публикации книга подверглась масштабной критике со стороны историков: было обнаружено, что большинство утверждений в тексте были построены чисто на предположениях, а многие факты в итоге были опровергнуты. В частности, обнаружилось, что Ван ден Берг сам ушёл в подполье ещё в октябре 1943 года, и что Еврейский Совет явно не мог знать адреса укрывающихся евреев. В итоге переводы книги на нидерландский и немецкий языки сначала были временно отложены, а потом и вовсе отменены.

## Публикации дневника

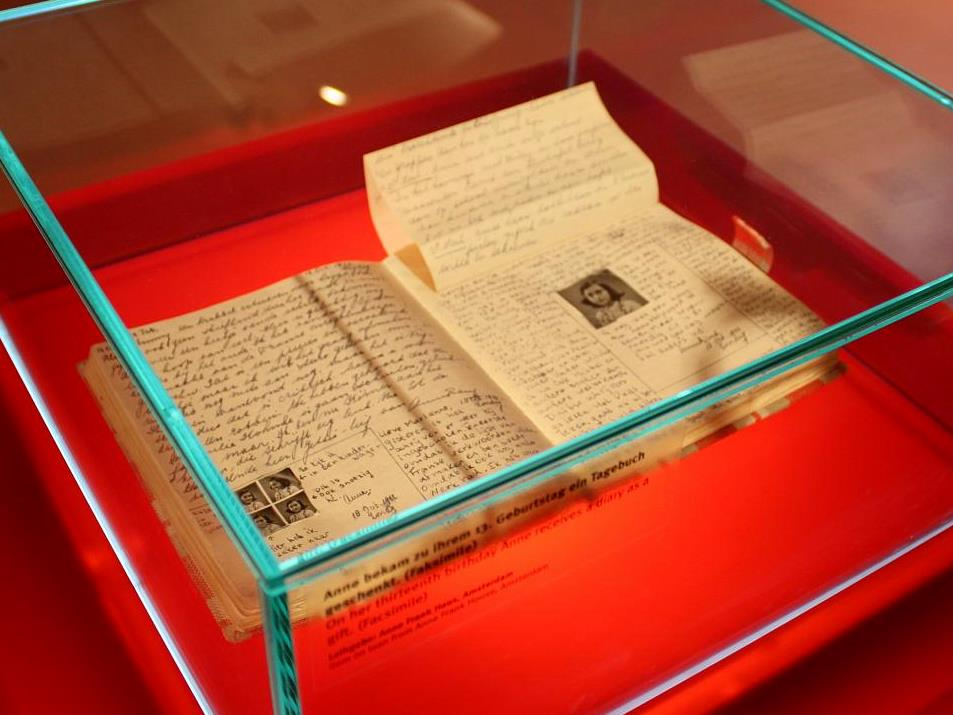
Копия дневника Анны Франк хранящаяся в центре её имени в Берлине

После ареста нелегалов Мип Гиз сумела украсть из Убежища дневник Анны и вместе с ним ворох разрозненных листов. Когда Красный Крест в июле 1945 года окончательно подтвердил смерть сестёр Франк, Гиз отдала дневник их отцу.
Впервые издан в Нидерландах в 1947 году, в США и Великобритании дневник был впервые издан в 1952 году под названием «Дневник девочки» (англ. The Diary of a Young Girl). На основе дневника было создано несколько художественных произведений.
Впервые на русском языке записи были опубликованы с некоторыми сокращениями под названием «Дневник Анны Франк» в 1960 году (перевод Риты Райт-Ковалёвой, предисловие И. Эренбурга).

## Память и культурное влияние
- Дневник Анны Франк стал одним из 35 объектов, включённых в регистр «Память мира» Списка всемирного наследия ЮНЕСКО.
- В Амстердаме создан дом-музей Анны Франк — в том здании, где она скрывалась и писала свой дневник[13].
- Её именем названы улицы в ряде городов Израиля, в частности в Бат-Яме, Петах Тикве, Ашкелоне, Хадере[14] и Рамат-Гане[15].
- В честь Анны Франк назван астероид — (5535) Аннафранк.
- По версии российского издательства «Вече» включена в сотню великих женщин (см. Семашко И. И. Сто великих женщин // Серия «100 великих». — М., 2000. — С. 541—545.).
- В Германии в городе Гюстров и городе Штутгарт находятся школы имени Анны Франк.
- Анне Франк посвящено множество произведений искусства.

### Кино и телевидение
- Дневник Анны Франк (1959) — 180 мин.
- Вспоминая Анну Франк (1995) — 122 мин.
- Анна Франк[англ.] (2001) — мини-сериал, 2 серии, 190 мин.
- Дневник Анны Франк (2009) — 5 серий по 30 мин. — 150 мин.
- Моя дочь Анна Франк (2015) — 90 мин.
- Дневник Анны Франк (2016) — 210 мин.
- Анна Франк. Параллельные истории (2019) — 95 мин.
- Американская история ужасов: Психбольница — Эпизод 4 «Я — Анна Франк: Часть 1» и Эпизод 5 «Я — Анна Франк: Часть 2» (2012) — 85 мин.
- Маленький огонек (2023) мини-сериал 8 серий по 50 мин.

### Анимация
- Дневник Анны Франк (1995) — 103 мин.
- Дневник Анны Франк (1979) — 82 мин.
- Где Анна Франк? (2021) — 99 мин.